# Lorenzo Bartolini

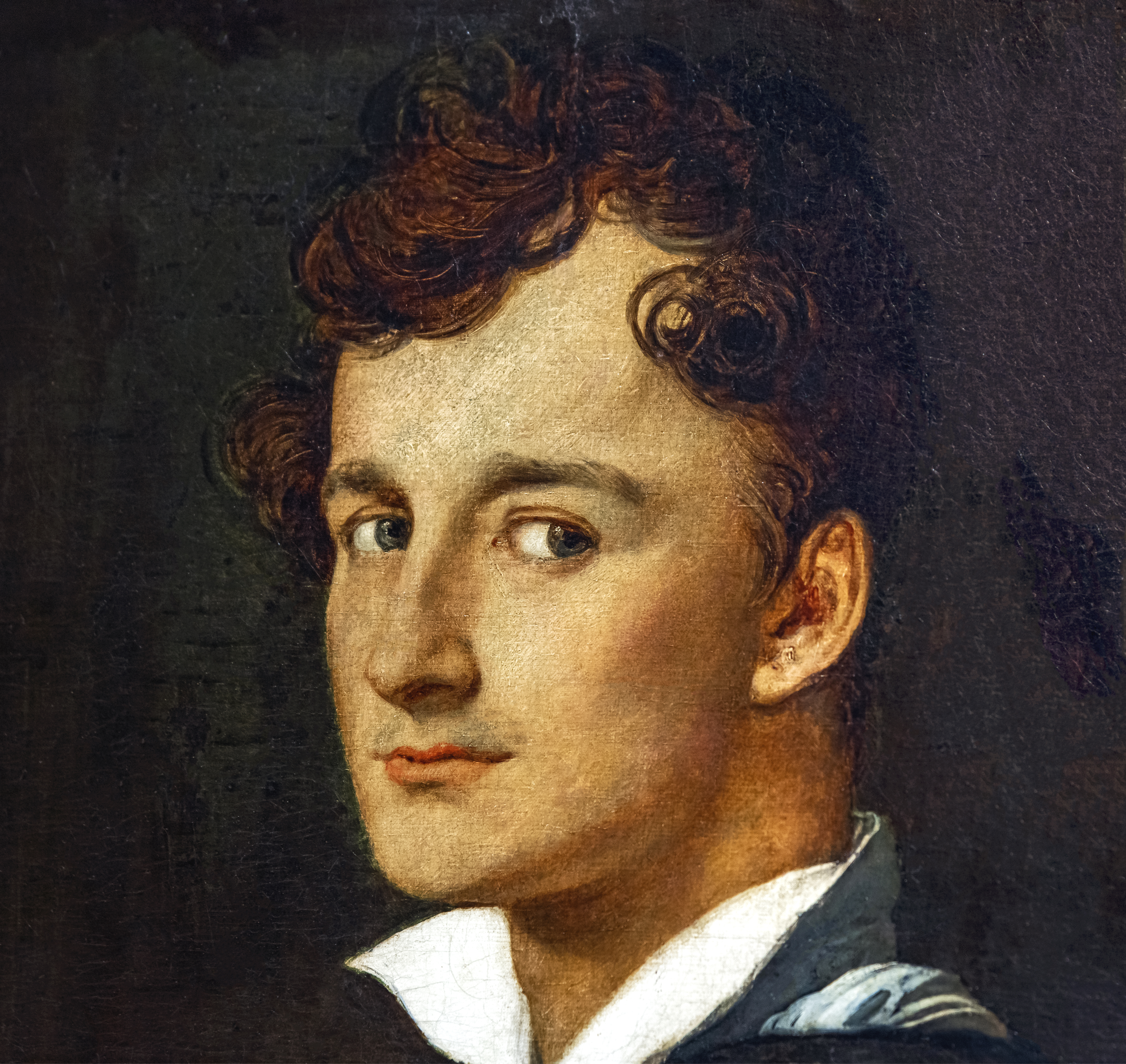
Lorenzo Bartolini. Porträttmålning av Ingres.

Lorenzo Bartolini, född 7 januari 1777, död 20 januari 1850, var en italiensk skulptör.

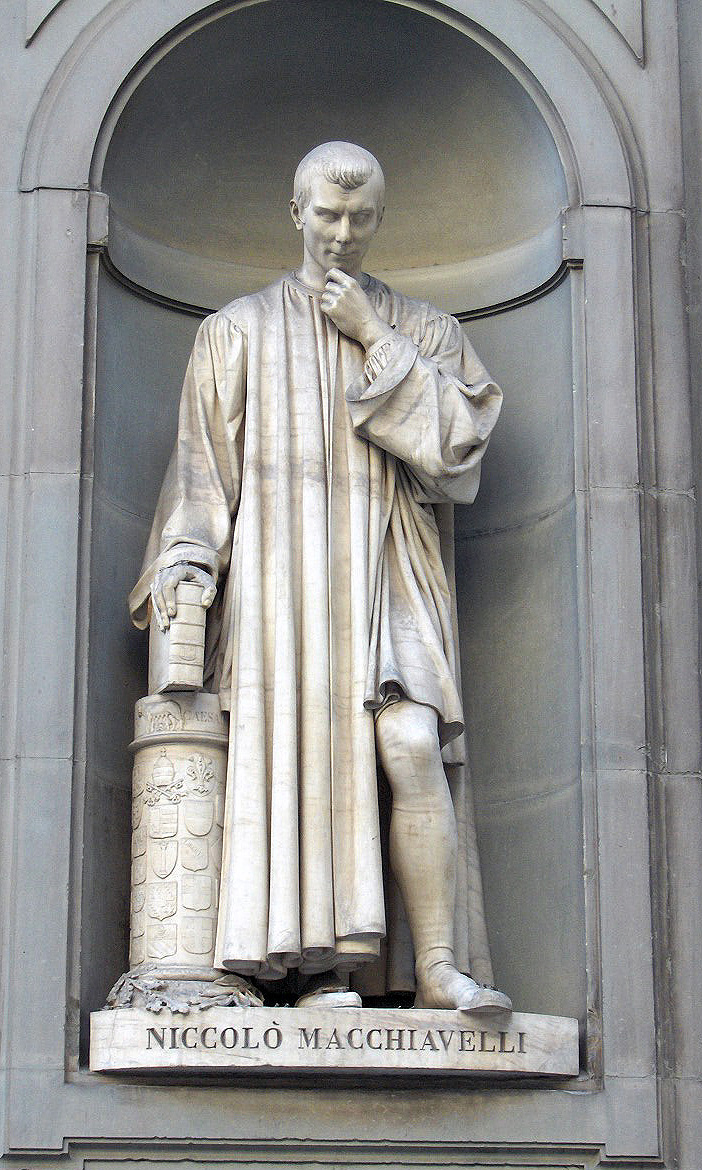
Bartolinis Machiavellistaty utanför Uffizierna i Florens.

Bartolini var först hantverkare och kom senare till Paris, där han, uppmuntrad av Jean Auguste Dominique Ingres och sedan av Napoleon I, slog sig på skulpturen. Han bosatte sig senare i Florens, där hans förnämsta arbeten tillkom, såsom Neoptolemosgruppen (nu i Milano), Den kristna tron med flera samt en mängd porträtt och byster. Bartolini ansågs på sin tid som den främste italienske skulptören efter Canova.